# Юлдуз Кучкарова
Юлдуз Кучкарова (25 січня 1994) — узбецька плавчиня.
Учасниця Олімпійських Ігор 2012 року.